# Мексикано-румынские отношения
Мексикано-румынские отношения — двусторонние дипломатические отношения между Мексикой и Румынией.

## История
В начале шестнадцатого века ряд рукописей с территории Мексики поступил в Румынию, что стало первым контактом между этими странами. В семнадцатом веке с территории Мексики в Румынию начала поступать кукуруза сахарная, а в последующие века Румыния сама стала одним из крупнейших производителей кукурузы. В апреле 1880 года состоялся первый официальный контакт между Мексикой и Румынией, когда Господарь Валахии и Молдавии Кароль I направил письмо президенту Мексики Порфирио Диасу, информируя его о независимости Румынии от Османской империи. 20 июля 1935 года были установлены дипломатические отношения между двумя странами на встрече министров иностранных дел в Париже. 24 декабря 1941 года дипломатические отношения были разорваны Мексикой, когда Румыния вступила во Вторую мировую войну на стороне стран «оси». В марте 1973 года Мексика и Румыния возобновили дипломатические отношения и вскоре после этого были открыты посольства в столицах обеих стран. В сентябре 1989 года Мексика закрыла свое посольство в Бухаресте по финансовым причинам, вновь открыла посольство в 1995 году.
В 1974 году президент Румынии Николае Чаушеску стал первым главой румынского государства, посетившим с официальным визитом Мексику. Во время визита страны подписали двусторонние соглашения о техническом и научном сотрудничестве, а также о сотрудничестве в сфере образования, культуры и спорта. В 2012 году около 10 000 румынских граждан посетили Мексику и около 3000 мексиканских граждан посетили Румынию.

## Торговля
В 1997 году Мексика и Европейский союз (в который в 2007 году вступила Румыния) подписали соглашение о свободной торговле. В 2014 году объём двусторонней торговли между двумя странами составил сумму 486 млн долларов США. Экспорт Мексики в Румынию: строительные материалы, автомобильные запчасти, бумага, пиво и текила. Экспорт Румынии в Мексику: цилиндры, цепи, автомобильные запчасти и волоконно-оптические кабели.